# Kala (film)
Kala (voluit Dead Time: Kala, ook wel The Secret) is een Indonesische film noir uit 2007. De film is geregisseerd door Joko Anwar en de hoofdrollen worden gespeeld door: Fachri Albar, Ario Bayu, Shanty en Fahrani.
Het was de tweede film voor Joko, nadat hij al eerder de filmkomedie, Joni's Promise had geregisseerd.

## Verhaal
Een naamloos land is in een staat van chaos: natuurrampen, corruptie, en mensen nemen het recht in eigen hand. Een deel van de mensen groeien wordt gewelddadig, het andere deel hoopt op de komst van een sterke leider. Een agent genaamd Eros onderzoekt het geval van vijf mannen die werden verbrand door een menigte, nadat iemand ze beschuldigde van diefstal. Een journalist genaamd Janus verslaat het verhaal. De twee belanden midden in een doolhof van mysteries en moorden.
Janus ontdekt per ongeluk een geheim. Maar iedereen aan wie hij dit vertelt sterft een verschrikkelijke dood. Wanneer Eros ook achter het geheim komt, weten ze dat een van hun doodgaat, tenzij ze de beloofde leider vinden voordat de engel des doods arriveert.

## Cast
- August Melasz als Hendro Waluyo
- Fachry Albar als Janus
- Ario Bayu als Eros
- Fahrani als Ranti
- Arswendi Nasution als Haryo Wibowo
- Tipi Jabrik als Bandi
- Yose Rizal Manua als Pindoro
- Shanty als Sari
- Sujiwo Tejo als Ronggoweni (oud)
- Frans Tumbuan als Bambang Sutrisno

## Filmfestivals
- Puchon International Fantastic Film Festival 2007 (slotfilm)
- Bangkok International Film Festival 2007 ("ASEAN Films")
- Osian's Cinefan Festival of Asian and Arab Cinema 2007 (In Competition)
- Vancouver International Film Festival 2007 (Dragons and Tigers)
- Golden Horse Film Festival 2007
- Hong Kong Asian Film Festival 2007 (Midnight Craze)
- Lund International Fantastic Film Festival 2007
- CinemAsia, Amsterdam, 2008